# キング・オブ・コップ
『キング・オブ・コップ』（原題：Family of Cops III）は、1998年に放映されたアメリカ合衆国のテレビ映画。「Family of Cops」シリーズ第3作目で最終作。チャールズ・ブロンソンの俳優として最後の出演作品でもある。日本での、DVDの題名は『マグナム・コップ』。

## ストーリー
自宅でテレビを見ていたポール・ファインは、大富豪のチャンドラー夫妻の殺人事件現場に呼び出された。その事件の容疑者としてチャンドラーの息子たちが浮かび上がり、エヴァン・チャンドラー宅を訪問したベン・ファインとアン・マイヤーズだったが、エヴァンは車で逃走する。なんとか捕まえることができたが、彼の弁護士ウィリアム・ウォーデンが解放する。しかし、その後エヴァンは信号待ちしているときに、頭を撃たれて死亡する。そして、彼らの遺産を相続するキャロラインが疑われる。
一方、ベンの息子エディたちは、ギャングの取引現場に乗り込もうとしていた。いざ乗り込もうとしたとき、エディはドアを開けるのに手間取ったため、突入した時には銃撃戦が始まっており、エディの相棒も撃たれて危篤状態になった。自分のミスを悔やみ、自暴自棄になった彼は警察を辞職するという。

## キャスト
| 役名                       | 俳優                     | 日本語吹替 |
| -------------------------- | ------------------------ | ---------- |
| ポール・ファイン           | チャールズ・ブロンソン   | 大塚周夫   |
| ケイト・ファイン           | バーバラ・ウィリアムズ   | 宮寺智子   |
| ベン・ファイン             | ジョー・ペニー           | 山路和弘   |
| エディ・ファイン           | セバスチャン・スペンス   |            |
| アン・マイヤーズ           | キム・ウィークス         |            |
| エドワーズ市長             | アート・ヒンドル         |            |
| フラン・スモーレン         | サブリナ・グラデヴィック | 鈴木麻里子 |
| ウィリアム・ウォーデン     | ジャン・フィリップス     |            |
| キャロライン・チャンドラー | トーリ・ヒギンソン       |            |
| ジャッキー・ファイン       | ニコール・デ・ボーア     |            |
| ヴィンセント・コエロ       | クリス・リーヴィンズ     |            |

- 吹替翻訳：永松真理／字幕翻訳：鈴木尚子

## スタッフ
- 監督：シェルドン・ラリー
- 製作：ニコラス・J・グレイ
- 製作総指揮：ダグラス・S・クレイマー
- 脚本：ノア・ジュベリラー
- 撮影：アルバート・J・ダンク
- 音楽：フレッド・モーリン
- 編集：ジェームズ・ブレディン